# ارنست لوبیچ
ارنست لوبیچ (به آلمانی: Ernst Lubitsch) (زاده ۲۸ ژانویه ۱۸۹۲، برلین – درگذشته ۳۰ نوامبر ۱۹۴۷، هالیوود) کارگردان، تهیه کننده، نویسنده و بازیگر آلمانی-آمریکایی بود.

## فیلم‌ها
- ۱۹۴۳ - بهشت می‌تواند صبر کند
- ۱۹۴۲ - بودن یا نبودن
- ۱۹۴۰ - فروشگاه کنار خیابان
- ۱۹۳۹ - نینوتچکا
- ۱۹۳۸ - هشتمین زن ریش آبی
- ۱۹۱۹ - عروسک
- ۱۹۱۹ - مادام دو باری